# Geert Omloop

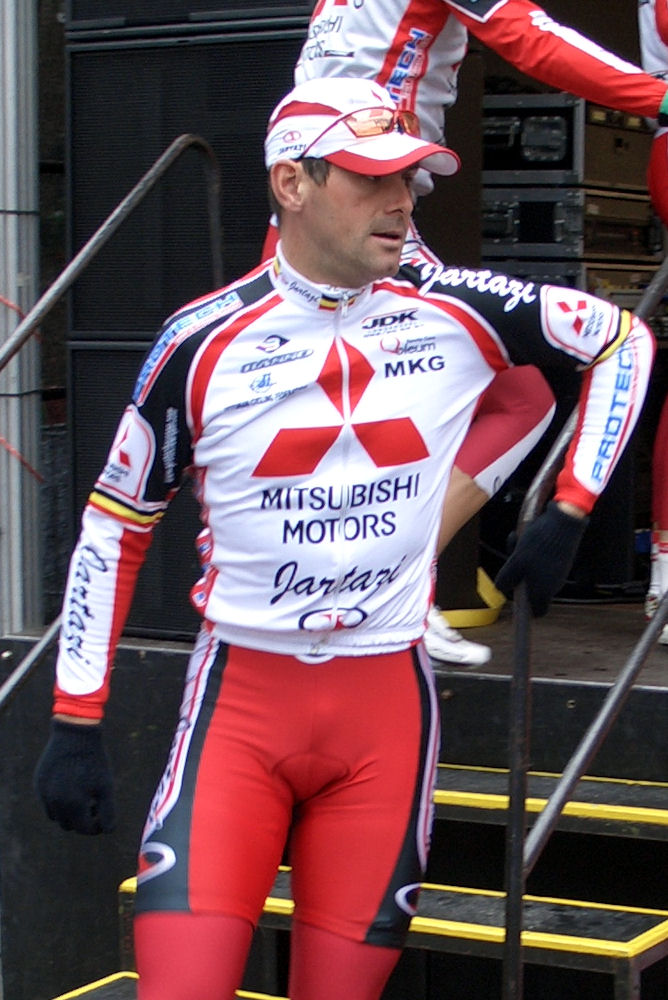
Geert Omloop (2008)

Geert Omloop (* 12. Februar 1974 in Herentals) ist ein ehemaliger belgischer Radrennfahrer.
Geert Omloop begann seine Karriere 1997. Zwei Jahre später gewann er die Omloop van het Waasland. Ab der Saison 2000 fuhr er dann bei Collstrop. 2002 siegte er im Grote Prijs Stad Sint-Niklaas. Omloop gilt als Spezialist für die sogenannten „Kirmesrennen“, Kriterien, die in Belgien im Rahmen von Jahrmärkten stattfinden. 2002 gewann er dann den Nationale Sluitingsprijs, sein erster größerer Sieg. Bei der belgischen Meisterschaft konnte er 2003 überraschend den Titel gewinnen, und im folgenden Jahr wurde er Zweiter hinter Tom Steels.
Ende der Saison 2010 beendete Omloop seine Karriere als Berufsradfahrer. Er entstammt einer Radsportfamilie: Auch sein Vater Marcel, sein Cousin Wim und sein Onkel Henri Omloop waren Radrennfahrer.

## Erfolge
1999
- Omloop van de Vlaamse Scheldeboorden

2001
- Grand Prix Rudy Dhaenens

2002
- Nationale Sluitingsprijs

2003
- Belgischer Meister – Straßenrennen

2004
- Grand Prix Rudy Dhaenens

2007
- Grote Prijs Beeckman-De Caluwé

2008
- Heistse Pijl

2009
- Ronde van het Groene Hart

## Teams
- 1997 Eredol Chemie Bayer-Wörringen
- 1998–1999 Spar-RDM
- 2000 Collstrop-De Federale Verzekeringen
- 2001 Collstrop-Palmans
- 2002–2003 Palmans-Collstrop
- 2004 MrBookmaker.com-Palmans
- 2005 MrBookmaker.com-SportsTech
- 2006 Unibet.com
- 2007 Jartazi-Promo Fashion
- 2008 Mitsubishi-Jartazi
- 2009–2010 Palmans-Cras